# Brooklyn Nine-Nine (8.ª temporada)
A oitava e última temporada da sitcom americana Brooklyn Nine-Nine foi encomenda pela National Broadcasting Company (NBC) em 14 de novembro de 2019 e em 11 de fevereiro de 2021 foi anunciado que seria a temporada final. Estreou em 12 de agosto de 2021 e foi concluída em 16 de setembro de 2021, contando com 10 episódios. É a terceira temporada a ser exibida na NBC, depois de seu cancelamento pela Fox, em 2018. A temporada é produzida pela Universal Television em associação com Dr. Goor Productions, Fremulon e 3 Arts Entertainment; com Dan Goor como showrunner e produtor executivo. A temporada foi ao ar na temporada de transmissão de 2020-21, especificamente no verão de 2021, às noites de quinta-feira às 20h00, horário do leste dos EUA.
A oitava temporada é estrelada por Andy Samberg como Jake Peralta, Stephanie Beatriz como Rosa Diaz, Terry Crews como Terry Jeffords, Melissa Fumero como Amy Santiago, Joe Lo Truglio como Charles Boyle, Dirk Blocker como Michael Hitchcock, Joel McKinnon Miller como Norm Scully e Andre Braugher como Raymond Holt.

## Enredo
A delegacia passa por mudanças drásticas como resultado da pandemia COVID-19 e dos protestos de George Floyd. Rosa sai do emprego e se torna investigadora particular depois de perder a fé no sistema, Holt luta para manter seu relacionamento com Kevin e Hitchcock se aposenta e mantém contato com Scully via FaceTime. Jake e Amy tentam manter suas vidas profissionais sob controle durante o primeiro ano como pais. Em resposta à crescente tensão entre os oficiais e os cidadãos, Amy planeja implementar um grande programa de reforma. Jake é suspenso por cinco meses após fazer uma prisão injusta em um caso do qual foi dispensado.
Holt finalmente conserta seu relacionamento com Kevin e eles renovam seus votos. O esquadrão também conseguiu impedir O'Sullivan de sabotar a proposta do programa de reforma, levando o comissário a implementá-la em toda a cidade e nomear Holt e Amy como vice-comissário e chefe do programa, respectivamente.

## Elenco e personagens
| - Andy Samberg como Jake Peralta - Stephanie Beatriz como Rosa Diaz - Terry Crews como Terry Jeffords - Melissa Fumero como Amy Santiago - Joe Lo Truglio como Charles Boyle - Dirk Blocker como Michael Hitchcock - Joel McKinnon Miller como Norm Scully - Andre Braugher como Raymond Holt | - John C. McGinley como Frank O'Sullivan - Marc Evan Jackson como Kevin Cozner | - Rebecca Wisocky como Capitã Lamazar - Shawntay Dalon como Aisha Fulton - Christian Belnavis como Victor Collins - Jennifer DeFilippo como Tina - Jaiden Alexander McLeod como Ronnie Johnson Jr. - Craig Robinson como Doug Judy - Nicole Byer como Trudy Judy - LaMonica Garrett como Agente Feingold - Chelsea Peretti como Gina Linetti |

## Episódios
| N.º na série | N.º na temp. | Título                  | Dirigido por         | Escrito por                          | Exibição original      | Cód. de produção | Audiência (milhões) |
| --- | ------------ | ----------------------- | -------------------- | ------------------------------------ | ---------------------- | ---------------- | ------------------- |
| 144 | 1            | "The Good Ones"         | Cortney Carrillo     | David Phillips & Dewayne Perkins     | 12 de agosto de 2021   | 802              | 1.84                |
| Quase um ano depois de Rosa se demitir como detetive, Jake tenta provar a ela que é uma boa policial, ajudando-a a investigar um caso de brutalidade policial, apenas para saber mais sobre seus problemas com os policiais no processo. Amy retorna da licença-maternidade e usa um dos livros de Terry para consertar seu relacionamento com Holt. Terry se sente estranho perto de Charles quando este tenta repetidamente mostrar seu apoio à comunidade afro-americana. |              |                         |                      |                                      |                        |                  |                     |
| 145 | 2            | "The Lake House"        | Kevin Bray           | Neil Campbell & Marcy Jarreau        | 12 de agosto de 2021   | 801              | 1.34                |
| A equipe aceita o capitão Holt em uma oferta para uma escapada de fim de semana em sua "casa do lago". Jake convida Kevin para se juntar a eles enquanto ele e Terry tentam reacender o relacionamento de Kevin e Holt. Amy se vira para Charles para ajudá-la quando ela luta para colocar Mac para dormir. Rosa se liga a Scully depois de ficar alta com os alimentos. |              |                         |                      |                                      |                        |                  |                     |
| 146 | 3            | "Blue Flu"              | Claire Scanlon       | Carol Kolb & April Quioh             | 19 de agosto de 2021   | 803              | 2.01                |
| O'Sullivan projeta uma greve de policiais uniformizados em resposta a um suposto incidente anti-policial, e Holt e Amy são deixados para gerenciar uma delegacia com poucos funcionários. Boyle recebe notícias médicas preocupantes enquanto coleta evidências. Terry tenta estripar um problema estomacal para ajudar a deter a gripe azul. No final das contas, Holt usa dados sobre o que os policiais não estão fazendo para fazer O'Sullivan desabar, e Amy planeja usar essas informações para um grande programa de reforma que mudaria a forma como os policiais uniformizados são implantados. |              |                         |                      |                                      |                        |                  |                     |
| 147 | 4            | "Balancing"             | Daniella Eisman      | Evan Susser & Van Robichaux          | 19 de agosto de 2021   | 804              | 1.48                |
| Jake e Amy ficam malucos quando tentam fazer seus trabalhos ao mesmo tempo que são bons pais para Mac. Jake está tentando derrubar um assassino em série que tem sido sua "baleia branca" e Amy se preocupa com sua proposta de reforma da NYPD quando descobre que seu principal rival é um policial não muito inteligente, mas muito bonito. Em outro lugar, Holt cai na casa de Rosa e eles acabam em apuros quando Holt estende a mão para Kevin de uma forma que ele lamenta. |              |                         |                      |                                      |                        |                  |                     |
| 148 | 5            | "PB & J"                | Gail Mancuso         | Lamar Woods & Jeff Topolski          | 26 de agosto de 2021   | 808              | 1.90                |
| Quando Doug Judy é preso por seus crimes em outro estado, Jake concorda em transferi-lo para a 99 para que eles possam se divertir um último tempo juntos antes de sua prisão. No entanto, eles acabam no jogo final do xadrez mental quando Jake descobre que o Pontiac Bandit está planejando escapar dele novamente. |              |                         |                      |                                      |                        |                  |                     |
| 149 | 6            | "The Set Up"            | Maggie Carey         | Jess Dweck & Nick Perdue             | 26 de agosto de 2021   | 805              | 1.45                |
| Irritado com o FBI por pegar seu caso de bomba, Jake acaba fazendo uma prisão injusta quando ele investiga o local mais tarde naquela noite. Depois que O'Sullivan oferece retirar as acusações de suspensão contra ele, Jake acredita que eles armaram para ele para que possam derrubar o programa de reforma da NYPD de Amy. Amy e Rosa interrogam O'Sullivan em um bar para descobrir se isso é verdade, mas lutam para acompanhar sua alta tolerância ao álcool. Terry e Charles ficam competitivos quando seus filhos começam a vender doces. |              |                         |                      |                                      |                        |                  |                     |
| 150 | 7            | "Game of Boyles"        | Thembi Banks         | Paul Welsh & Madeline Walter         | 2 de setembro de 2021  | 806              | 1.84                |
| Jake e Terry acompanham Charles ao funeral de seu tio-avô. Ao ver o corpo do tio, Jake vê sinais de que ele pode ter sido envenenado e, entediado com a suspensão, começa uma investigação sobre todos os primos de Boyle. No entanto, a investigação de Jake só acaba provando que Charles não é um Boyle de verdade. Enquanto isso, Holt tem discutido com Kevin sobre quantas horas ele precisa cortar no trabalho, levando Rosa e Amy a sugerir que Holt use um aplicativo de namoro para deixar Kevin com ciúmes. |              |                         |                      |                                      |                        |                  |                     |
| 151 | 8            | "Renewal"               | Beth McCarthy Miller | Stephanie A. Ritter & Beau Rawlins   | 2 de setembro de 2021  | 807              | 1.31                |
| Holt anuncia que montou uma cerimônia de renovação de votos com Kevin e diz aos detetives que se aposentará depois que ele e Amy forem aprovados no programa de reforma da polícia. No dia da cerimônia, eles descobrem que O'Sullivan sabotou seus dados, levando Holt e Jake a tentar roubar o laptop de O'Sullivan de sua mãe, enquanto Terry e Amy usam a admiração de O'Sullivan por Billy Joel para proteger sua impressão digital, enquanto esconde de Kevin que Holt está trabalhando no dia da renovação de votos. Depois que Kevin acaba resgatando Holt da casa de O'Sullivan, ele aceita que Holt é apaixonado demais para se aposentar e os dois renovam seus votos antes de entregar os dados adequados ao One Police Plaza. O comissário aceita a proposta de reforma e planeja implementá-la em toda a cidade, ao mesmo tempo em que nomeia Holt e Amy como vice-comissário e chefe do programa de reforma, respectivamente. |              |                         |                      |                                      |                        |                  |                     |
| 152 | 9            | "The Last Day (Part 1)" | Linda Mendoza        | Luke Del Tredici & Audrey E. Goodman | 16 de setembro de 2021 | 809              | 1.88                |
| No último dia de Amy e Holt na delegacia, Jake anuncia que eles terão um assalto final, onde ele planeja revelar que está deixando o emprego para se tornar um pai que fica em casa. O roubo foi planejado para ser uma viagem ao passado, cobrindo os esforços do time nos últimos oito anos, com vários rostos retornando contribuindo para isso, incluindo Gina. Ao mesmo tempo, Terry está se candidatando para se tornar o novo Capitão do 99ª Delegacia, mas o roubo em andamento o deixa desconfiado sobre sua entrevista. |              |                         |                      |                                      |                        |                  |                     |
| 153 | 10           | "The Last Day (Part 2)" | Claire Scanlon       | Dan Goor                             | 16 de setembro de 2021 | 810              | 1.88                |
| Todos os membros do esquadrão acabam travados quando os planos de Jake, Amy e Holt para o "adeus perfeito" acabam se chocando, onde Jake confessa a eles que está deixando a delegacia e Holt diz a Terry que ele já foi aceito como o novo capitão há semanas. Eles finalmente conseguem voltar para a delegacia, onde descobrem que Hitchcock também voltou e venceu o assalto. A tripulação aproveita sua última noite juntos e reflete sobre os anos anteriores antes de sair do prédio. Um ano depois, Jake, Rosa, Amy, Gina e Holt voltam para manter viva a tradição do Assalto de Halloween com Charles e o agora Capitão Jeffords. |              |                         |                      |                                      |                        |                  |                     |

## Produção

### Desenvolvimento
Em 14 de novembro de 2019, foi anunciado que a NBC havia renovado Brooklyn Nine-Nine para a oitava temporada. Em 11 de fevereiro de 2021, foi anunciado que a temporada seria a última da série e que contaria com dez episódios. Em junho de 2020, foi anunciado que a temporada iria estrear em 2020 como parte da programação de outono da NBC. No entanto, a NBC mais tarde adiou a estreia para o meio da temporada televisiva de 2020–21. Em 11 de fevereiro de 2021, foi anunciado que a temporada havia sido adiada até a temporada televisiva de 2021–22. No entanto, em 14 de maio de 2021, foi anunciado que a temporada iria ao ar durante a temporada televisiva de 2020–21 após os Jogos Olímpicos de Verão de 2020. Em 20 de maio de 2021, foi anunciado que a temporada estrearia em 12 de agosto de 2021 e seria composta de episódios consecutivos às quintas-feiras às 20h. (ET).

### Roteiro
Em junho de 2020, uma dos atores da série, Terry Crews, anunciou que os produtores descartaram quatro episódios completos devido aos protestos de George Floyd.Ele explicou: "Dan Goor tinha quatro novos episódios prontos para começar e eles simplesmente os jogaram no lixo. Temos que recomeçar. No momento, não sabemos que direção ele vai tomar. O elenco teve muitas conversas sombrias sobre isso e conversas profundas e esperamos que, com isso, possamos fazer algo que seja verdadeiramente inovador este ano. Temos uma oportunidade aqui e planejamos usá-la da melhor maneira possível."

### Filmagens
Em 31 de dezembro de 2020, foi anunciado que a produção da série havia sido interrompida devido a um aumento nos casos COVID-19 em Los Angeles, California, onde a série é filmada. A produção da temporada começou em abril de 2021.

## Recepção

### Resposta da crítica
No site agregador de críticas Rotten Tomatoes, a série detém um índice de aprovação de 100% com uma classificação média de 7.50/10 com base em 12 avaliações. O consenso crítico do site diz: "Brooklyn Nine-Nine enfrenta grandes tópicos com equilíbrio em uma temporada final apropriadamente complicada que tenta encontrar o momento sem perder seu senso de humor." O Metacritic, que usa uma média ponderada, atribuiu à série uma pontuação de 75 em 100 com base em 6 críticos, indicando "revisões geralmente favoráveis".
O episódio de estreia, "The Good Ones" recebeu críticas positivas dos críticos, que elogiaram a abordagem do programa sobre os protestos de George Floyd, embora alguns ainda estivessem céticos sobre sua abordagem aos temas levantados. Matt Fowler, do IGN, deu à estreia uma "ótima" avaliação de 8 de 10, escrevendo, "Brooklyn Nine-Nine mostra sua destreza no início da oitava temporada, proporcionando um desfile de comédia ao mesmo tempo em que se inclina para sérios problemas sócio-políticos. Ele navega habilmente por esse equilíbrio complicado ao mesmo tempo em que garante que cada personagem permaneça fiel às suas próprias personalidades e motivações. Os dois primeiros episódios são um começo hilário para o que parece ser uma temporada final incrivelmente boa."
LaToya Ferguson do The A.V. Club deu ao episódio uma classificação "B", escrevendo, "'The Good Ones' é uma boa estreia da temporada. É especialmente ajudado pelo fato de que Brooklyn Nine-Nine se afastou daqueles grandes finais de temporada que abalaram o mundo, já que não precisa se esforçar para descobrir como realmente desfazer nada disso. Mas, no final das contas, Brooklyn Nine-Nine está dizendo com 'The Good Ones' que não há razão para se sentir desconfortável continuando a assistir esse programa, porque o time da Nine-Nine é formado pelos bons. No entanto, ele ainda está dizendo que todos os outros são os maus. É meio difícil se sentir otimista, não é?"
Alan Sepinwall do Rolling Stone escreveu: "Na maior parte, porém, continuar Brooklyn Nine-Nine neste ambiente parece insustentável, com esses episódios provavelmente não satisfazendo os espectadores que esperam que a série mude mais radicalmente, ou aqueles que querem apenas o mesmo série foi antes de meses de bloqueio e protestos. Dê crédito à equipe de criação por pelo menos tentar reconhecer a feiura agora associada publicamente ao policiamento, mas a versão dos correios da Nine-Nine parece que teria sido a melhor maneira de ter a chance de passar mais algumas semanas com Jake e seus amigos." Nick Harley do Den of Geek deu ao episódio uma classificação de 4 estrelas de 5 e escreveu: "'The Good Ones' é um excelente ponto de partida para a 8ª temporada com muitos novos status quos para navegar."
Brian Tallerico do Vulture deu ao episódio uma classificação de 4 estrelas em 5 e escreveu: "A estreia da temporada de Brooklyn Nine-Nine precisava ser familiar para os fãs do programa, reconhecendo como o mundo mudou desde que estreou há quase uma década. Os escritores realizaram essa dinâmica complicada; agora vamos ver se eles conseguem manter o equilíbrio durante toda a reta final ou se esta temporada será uma das ruins." Karen Han, da Slant, escreveu: "Brooklyn Nine-Nine faz o melhor trabalho possível em reconhecer o problema de retratar policiais como heróis descomplicados, ao mesmo tempo em que continua sendo um programa bem-humorado e engraçado, mas parece adequado e afortunado que este seja a sua temporada final. Não há nenhum lugar para ir que não pareça uma espécie de desculpa (sem trocadilhos). Mas a série já realizou milagres antes, então o fato de que os novos episódios são pelo menos cuidadosos sobre a situação em que seus personagens mocinhos estão presos é promissor para o final da série - e seu legado."
Karen Han, da Vox, escreveu: "O episódio destaca o quanto o Brooklyn Nine-Nine questionará de bom grado a instituição em que está inserido, ao mesmo tempo em que insiste que as pessoas que estamos assistindo todas as semanas estão, em grande parte, acima de qualquer reprovação. Por mais que Brooklyn Nine-Nine tente jogar água fria na ideia de qualquer policial ser 'o bom', seus personagens deveriam ser, bem, 'os bons'. Portanto, enquanto Brooklyn Nine-Nine não forçar nem um pouco seus personagens, terá dificuldade para cumprir seus objetivos declarados."

### Audiência
| №    | Título           | Exibição original      | Rating/share (18–49) | Audiência (em milhões) | DVR (18–49) | Audiência em DVR (milhões) | Total (18–49) | Audiência total (em milhões) |
| ---- | ---------------- | ---------------------- | -------------------- | ---------------------- | ----------- | -------------------------- | ------------- | ---------------------------- |
| 1    | "The Good Ones"  | 12 de agosto de 2021   | 0.4                  | 1.84                   | 0.2         | 0.56                       | 0.6           | 2.41                         |
| 2    | "The Lake House" | 12 de agosto de 2021   | 0.3                  | 1.34                   | 0.2         | 0.55                       | 0.5           | 1.90                         |
| 3    | "Blue Flu"       | 19 de agosto de 2021   | 0.4                  | 2.01                   | 0.2         | 0.55                       | 0.6           | 2.57                         |
| 4    | "Balancing"      | 19 de agosto de 2021   | 0.3                  | 1.48                   | 0.2         | 0.57                       | 0.5           | 2.05                         |
| 5    | "PB & J"         | 26 de agosto de 2021   | 0.4                  | 1.90                   | 0.2         | 0.52                       | 0.6           | 2.42                         |
| 6    | "The Set Up"     | 26 de agosto de 2021   | 0.3                  | 1.45                   | 0.3         | 0.50                       | 0.6           | 1.96                         |
| 7    | "Game of Boyles" | 2 de setembro de 2021  | 0.4                  | 1.84                   | 0.2         | 0.49                       | 0.6           | 2.33                         |
| 8    | "Renewal"        | 2 de setembro de 2021  | 0.3                  | 1.31                   | 0.3         | 0.55                       | 0.5           | 1.87                         |
| 9/10 | "The Last Day"   | 16 de setembro de 2021 | 0.4                  | 1.88                   | N/A         | N/A                        | N/A           | N/A                          |